# Pielnia
Pielnia – wieś w Polsce położona w województwie podkarpackim, w powiecie sanockim, w gminie Zarszyn.
| SIMC    | Nazwa        | Rodzaj    |
| ------- | ------------ | --------- |
| 0363010 | Łazy         | część wsi |
| 0363027 | Mroczkówki   | część wsi |
| 1043276 | Za Dudyńcami | część wsi |

Pielnia leży nad rzeką Pielnica, dopływem Wisłoka, przy drodze z Nowotańca do Pisarowiec. Okolica podgórska, pokryta od zachodu lasem Retkowem, na Pogórzu Bukowskim. Wieś położona jest 4 km od drogi krajowej nr 28 Zator – Wadowice – Nowy Sącz – Gorlice – Biecz – Jasło – Krosno – Sanok – Medyka.

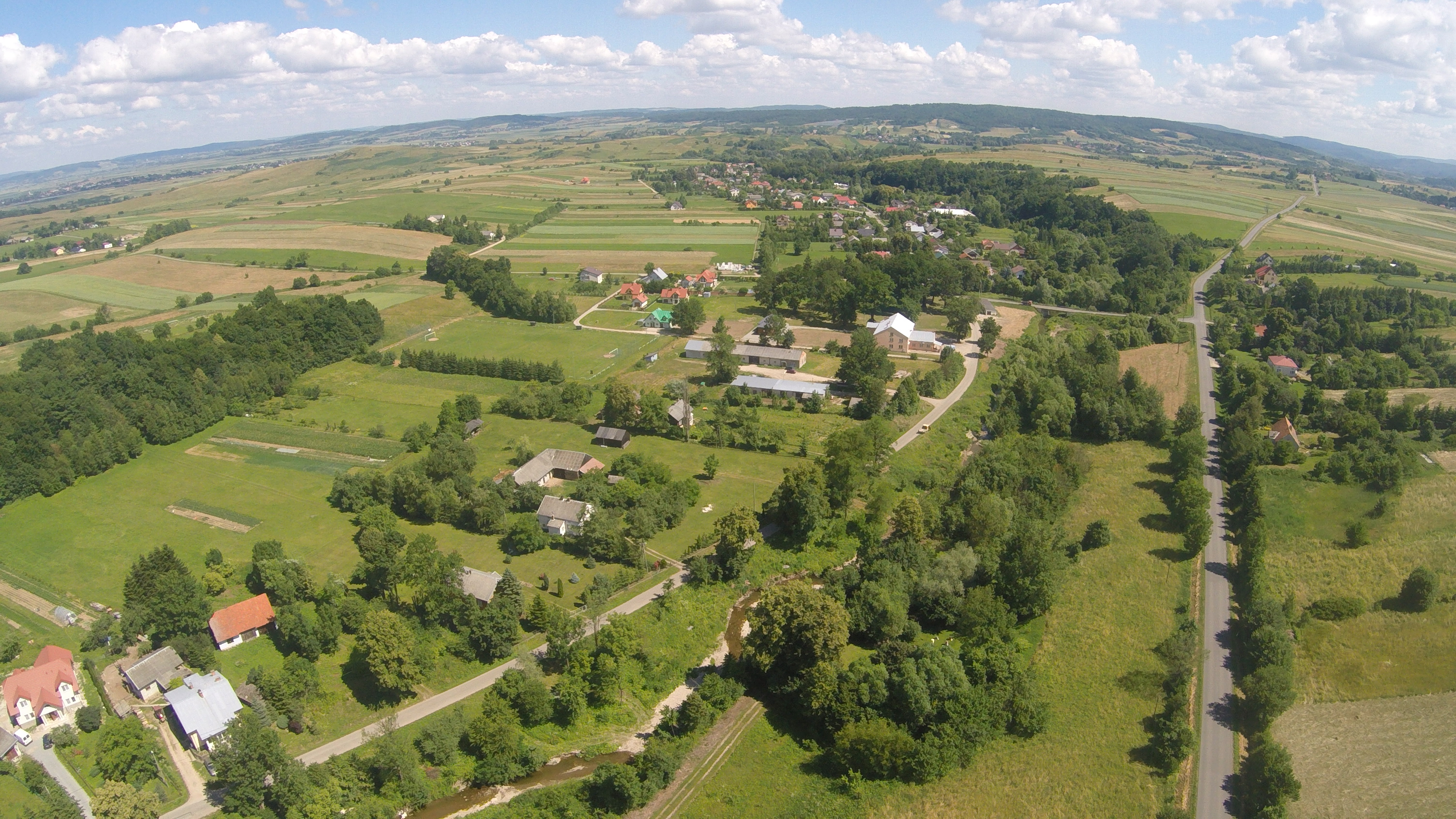
Pielnia z lotu ptaka 2

W 2020 wieś zamieszkiwało 943 mieszkańców.

## Dawne nazwy
Historyczne nazwy wsi to: Pewel 1427, Iohannes Peluelski de Pella 1429, Pella Inferior 1434, Pyella 1450, Pella 1523, Pielli 1561, Pielle 1653, Pielnia XIX i XX w. Lustracja Województwa ruskiego z 1577 wymienia trzy części wsi: "Piella Superior, Piella Inferior, Piella Skalczyna". Sugerować można związek nazwy wsi z niem. n. osob. Pella, łem. Pelnia.

## Historia

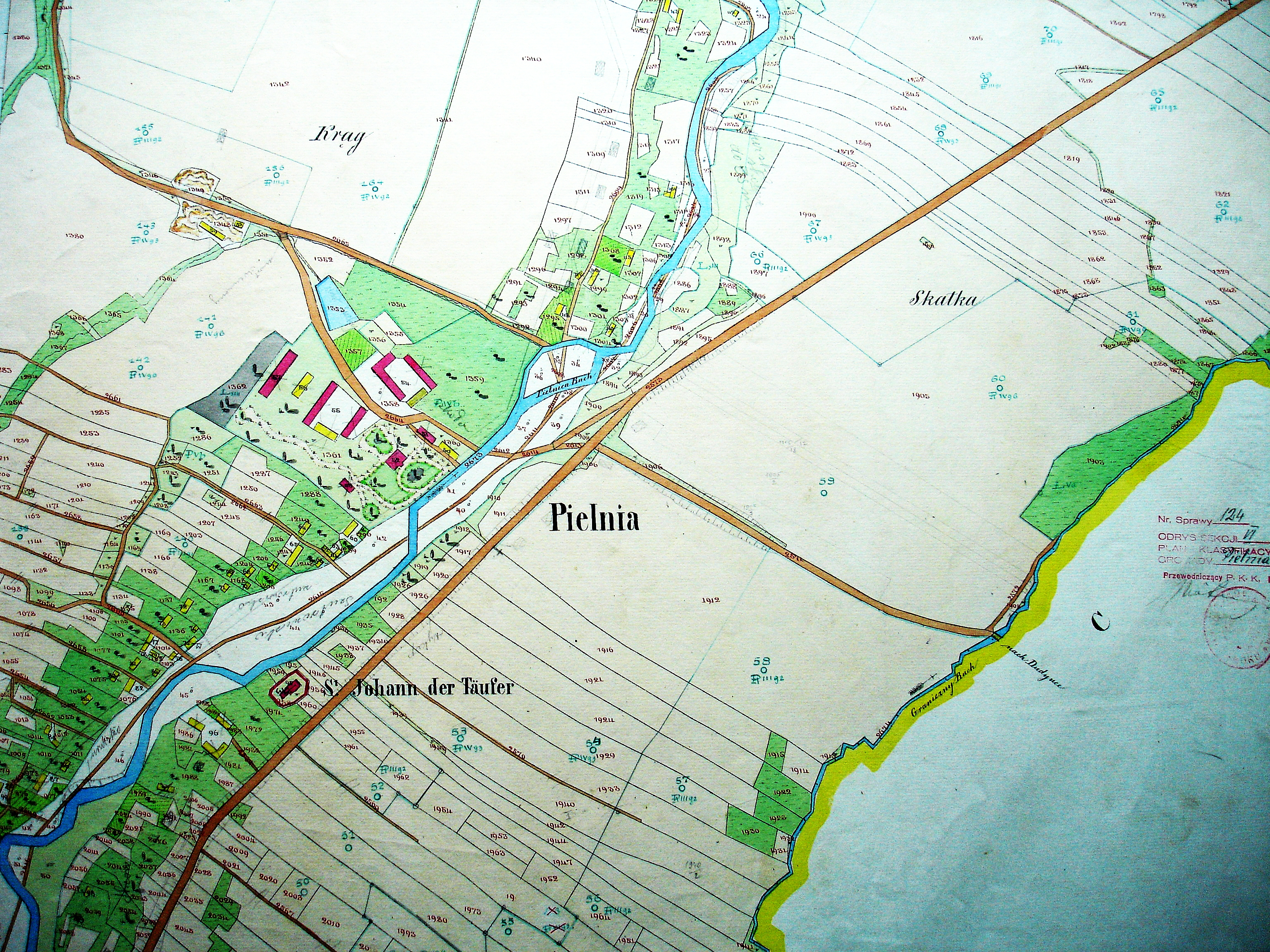
Mapa Pielni z 1852

Pielnia historycznie graniczy od południa z Nadolanami, na zachodzie z Odrzechową, na północy z miejscowością Długie i Nowosielcami a na wschodzie z Jędruszkowcami (Andruszkowce), Dudyńcami i Pobiednem. Pierwsze wzmianki pochodzą z 1400, osadźcą był wówczas Skalka de Pella, kolonizacja na prawie niemieckim, układ zabudowy wsi w formie łańcuchówki niemieckiej. W 1437 własność Mikołaja Burzyńskiego z Bzianki. Wójtostwo Pielnia zostaje następnie odsprzedane przez Mikołaja Burzyńskiego Janowi Balowi na jeden rok za 110 grzywien, po czym odkupuje wieś tenże Bal za 250 grzywien na własność. Po jakimś czasie wójtostwo powraca pod zarząd Mikołaja Burzyńskiego. W tym okresie większe niwy nosiły nazwy Kartjanów las i Radków pole. Pod koniec XV w. własność Stanisława Zarszyńskiego, następnie jego córki Anny zamężnej za Jakuba Pieniążka dziedzica Jaćmierza. Po Pieniążku właścicielem był Jan Morochowski. Od 10 listopada 1634 własność Wacława i Jerzego Stano, a po nim jego córki zamężnej za Pawła Brzeskiego.
Do 1772 wieś leżała administracyjnie w ziemi sanockiej województwa ruskiego. Od 1772 należała do cyrkułu leskiego, a następnie sanockiego. Po reformie administracyjnej w 1864, powiat sądowy sanocki, gmina wiejska Sanok w kraju Galicja. W 1898 wieś liczyła 1002 osób zamieszkujących 181 domów.
W połowie XIX wieku właścicielem posiadłości tabularnej Pielnia Dolna i Górna był Ludwik Rylski. W okresie rzezi galicyjskiej z rąk chłopów zginął właściciel Pielni, Horodyński. Jego żona Leopoldyna Horodyńska (1816-1897) w drugiej połowie XIX wieku była właścicielką ziemską w Pielni Dolnej i Górnej. Ufundowała później kościół Wszystkich Świętych w Dudyńcach oraz ochronkę ss. Służebniczek NMP ze Starej Wsi w Pielni. Na początku XX wieku właścicielem dóbr tabularnych był Eustachy Rylski.
W II Rzeczypospolitej wieś w powiecie sanockim województwa lwowskiego. Po 1944 większość Rusinów wyjechała na Ukrainę (rejon tarnopolski) lub została przesiedlana na Ziemie Odzyskane. Wieś palona przez UPA w 1946 dwa razy, z pożogi ocalało 10 domów. W czasie napadów zamordowano 12 Polaków. W latach 1975–1998 miejscowość położona była w województwie krośnieńskim.

## Wyznania

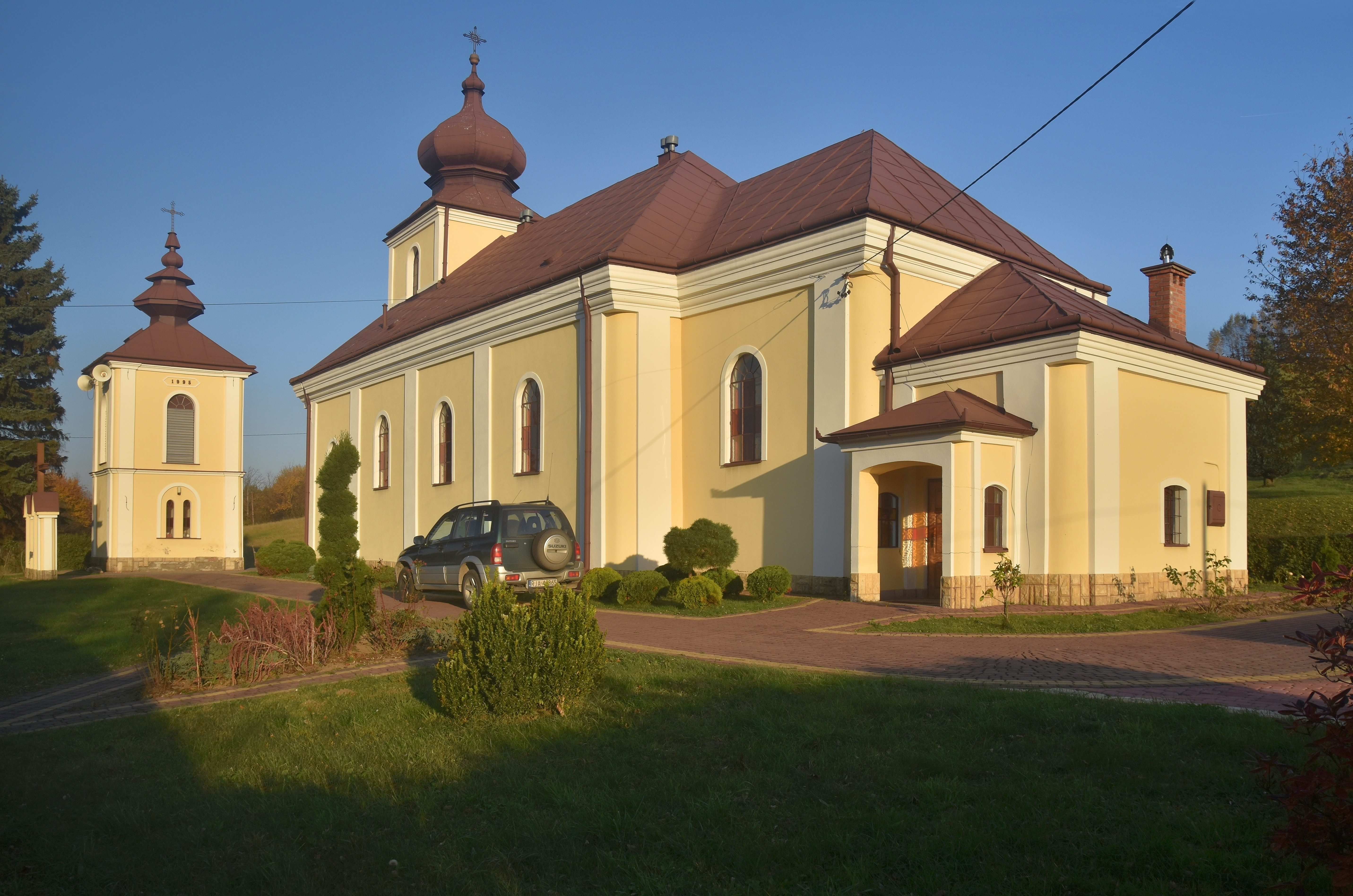
Zabytkowa dawna cerkiew, obecnie kościół parafialny

### Bracia polscy
Od co najmniej połowy XVII wieku we wsi znajdował się zbór braci polskich, któremu patronował ówczesny właściciel Paweł Brzeski oraz jego synowie Wacław i Paweł (do 1653 ius patronus zboru w Nowotańcu), który przeszedł z kalwinizmu na to wyznanie. Jego zięciem był słynny teolog i astronom Stanisław Lubieniecki młodszy. Zbór braci polskich upadł po ich wygnaniu z Polski w 1662.

### Katolicy obrządku greckiego
Parafia greckokatolicka (historyczna) pw. Św. Jana Ewangelisty obejmowała niegdyś zasięgiem miejscowości:
- Dudyńce (cerkiew filialna do 1947),
- Jędruszkowce (Andruszkowce),
- Markowce,
- Pobiedno (Pobidno),
- Podgaj,
- Prusiek,
- Pisarowce (Pisarzowice).

Na miejscu pozostał stary cmentarz greckokatolicki.

### Katolicy obrządku łacińskiego
Dawniej Pielnia należała do parafii w Nowotańcu. W 1946 we wsi została erygowana rzymskokatolicka parafia pw. Matki Boskiej Wspomożenia Wiernych należąca do dekanatu Sanok I w archidiecezji przemyskiej.

## Zabytki

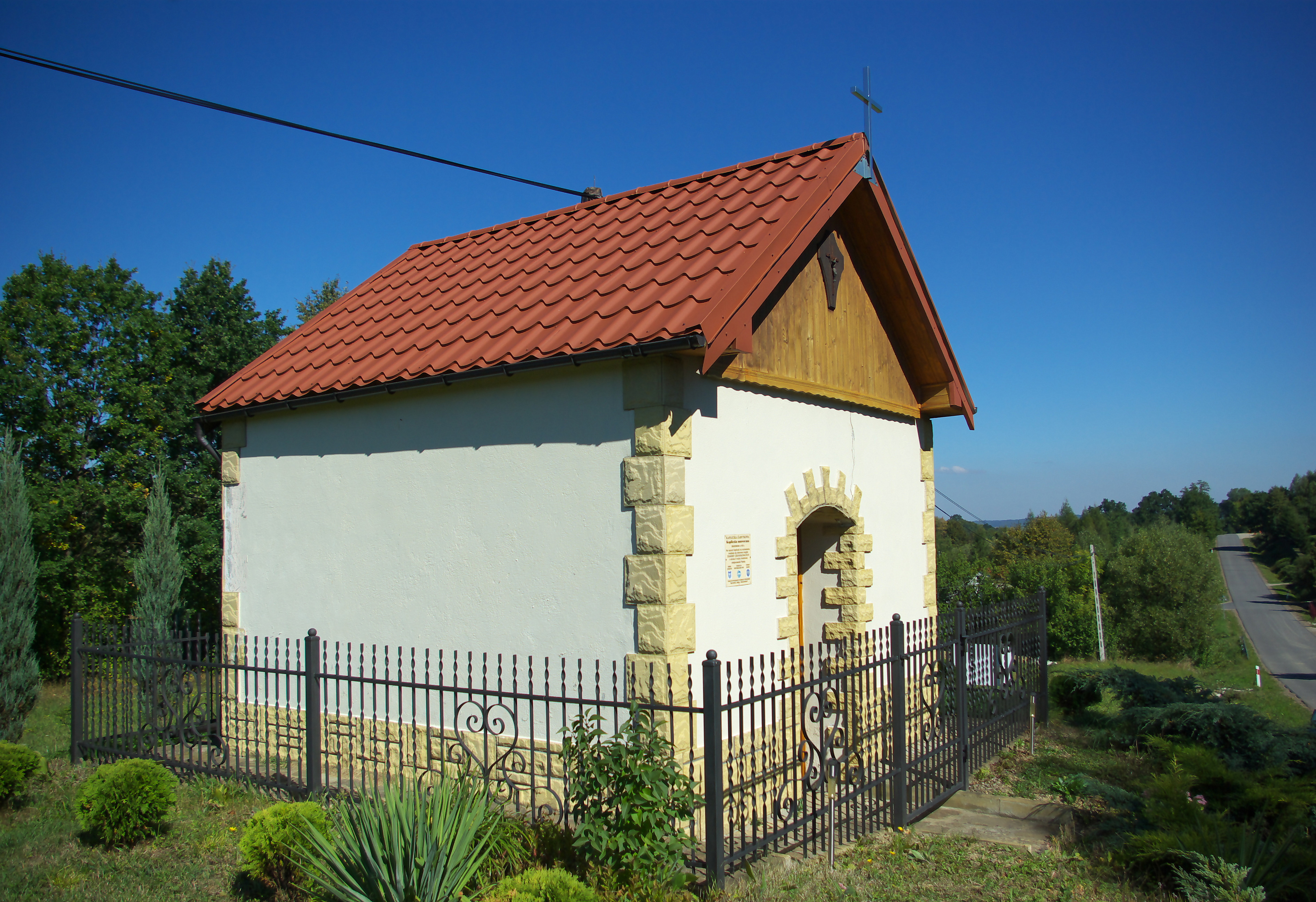
Kapliczka w Pielni z 1875

- Cerkiew greckokatolicka pw. św. Jana Ewangelisty, zbudowana w 1805. We wnętrzu późnobarokowy ołtarz główny i dwa boczne klasycystyczne. Ambona rokokowa. Na ścianach epitafia, patronów świątyni, kolatorów: Stanisława i Magdaleny Truskolaskich z 1806. Od 1946 użytkowana jako rzymskokatolicki kościół parafialny. W 1989 wpisana do rejestru zabytków.

### Inne obiekty
W miejscu zabudowań dworskich stoi Dom Ludowy i siedziba OSP.
We wsi znajduje się również XIX w. kaplica. Do lat 70. XX w. odprawiane tam były nabożeństwa majowe. W sierpniu 2007 odnowiona i ponownie oddana do użytku.